# 永遠的明天
《永遠的明天》（日語：永遠の明日）是日本樂團DEEN於2008年12月10日開始發售的第34張單曲。

## 概要
- 是電子遊戲《心靈傳奇》的主題曲，和上一次為《傳奇系列》製作主題曲以來相隔了11年之久[4]。
- 跟上一首登上OriconTOP10的單曲相隔了差不多3年[5]。
- 這首歌和永遠的明天〈Ballad Version〉同時收錄在2009年2月25日發售的《DEEN NEXT STAGE》。
- 「Special Thanks to」一欄寫上了Being,INC.。

## 收錄曲
1. 永遠的明天
作詞・作曲：池森秀一　編曲：DEEN＆時乗浩一郎
任天堂DS遊戲《心靈傳奇》主題曲
2. 那久遠夏天的夢
作詞・作曲：池森秀一　編曲：DEEN＆時乗浩一郎
3. 如夢似幻〜Tales of Destiny Version〜
作詞：池森秀一　作曲：DEEN　編曲：池田大介
PlayStation遊戲《命運傳奇》主題曲
4. 永遠的明天〈off vocal version〉
5. 那久遠夏天的夢〈off vocal version〉

※03 Licensed by B-Gram RECORDS, INC.

## 外部連結
- （日語）DEEN 官方網站 （页面存档备份，存于）